# پولونیکس
پولونیکس (به یونانی: Πολυνείκης، به انگلیسی: Polynices یا Polyneices)، در اسطوره‌های یونان، پسر اودیپ و یوکاسته است.
پس ازمرگ اودیپ، پسرانش پولونیکس و اتئوکلس به ستیزه بر سر قدرت برخاستند. اتئوکلس برادر خود را تارو مار کرد. پولونیکس از آدراستوس پادشاه آرگوس خواست که حکومت را به او برگرداند. در پی فرمان آدراستوس جنگ معروف «مخالفان هفت‌گانه تب» درگرفت. شانزده سال بعد اپیگون‌ها (پسران سرداران هفت‌گانه) با تب جنگیدند. این بار تب با خاک یکسان شد و پولونیکس و اتئوکلس از پا درآمدند.